# 'Ndrina Mazzaferro
I Mazzaferro sono una 'ndrina di Marina di Gioiosa Jonica attiva nell'omonimo Locale insieme agli Aquino, in contrasto tra di loro sin dagli anni '70. Sono strettamente legati da vincoli di parentela ai Lo Presti di Bardonecchia. Hanno ramificazioni al nord e all'estero come in Germania (dagli anni '80 a Stoccarda e Mannheim), Belgio e Regno Unito.
Sono alleati con le 'ndrine degli Ierinò, dei Costa e dei Cataldo, ma hanno contatti anche con i Barbaro, i Calabrò, i Bruzzaniti, i Morabito e i Raso-Albanese.
Al nord Italia sono presenti in Liguria (Riviera di Levante) e Piemonte (Torino, Susa e Bardonecchia). In Piemonte il referente era loro cugino Rocco Lo Presti, storico boss mafioso di Bardonecchia e della Val di Susa. Erano inoltre presenti in Veneto e in Lombardia. In quest'ultima vi erano ben 16 locali da loro creati: 3 a Milano e uno per ognuno per queste altre città: Appiano Gentile, Cermenate, Como, Fino Mornasco, Lentate sul Seveso, Lumezzane, Mariano Comense, Monza, Pavia, Rho, Senna Comasco, Seregno, Varese. Negli ultimi anni un'operazione delle forze dell'ordine ha portato all'arresto molti uomini affiliati alla cosca.

## Attività criminale
Le loro attività vanno dal traffico di armi a quello di droga (hashish e cocaina). Il commercio di stupefacenti negli anni '90 è stato fatto insieme ad alcune 'ndrine di Gioiosa Jonica e del clan siciliano agrigentino dei Cuntrera-Caruana.
Oreste Pagano, collaboratore di giustizia racconta che il 30% della cocaina importata dalla Colombia dai Caruana era destinata ai Mazzaferro, essi rappresentavano anche i Barbaro, gli Ierinò, i Morabito, i Cataldo, i Pesce.
A Gioiosa Jonica e Roccella Jonica estorcevano ad imprese edili tra il 3% e il 5% dell'ammontare dei lavori.
Hanno partecipato alla costruzione del porto di Gioia Tauro, della superstrada Jonio-Tirreno, e dell'autostrada del Frejus.

## Storia
Negli anni '70 entrano nel contrabbando delle sigarette e scoppia la faida che vede contrapposte ancora oggi da una parte gli Aquino-Scali e dall'altra i Mazzaferro-Femia.
Negli anni Novanta Giuseppe Mazzaferro, uno dei primi a insediarsi in Lombardia, è tra i principali acquirenti di droga dei mafiosi siciliani Cuntrera-Caruana.
Dall'Operazione Rajssa e Aneddoto si sono scoperti lo sfruttamento di banche di Gioiosa Jonica, Roccella Jonica e Platì per l'usura nella Locride, nel vibonese e nel milanese.
Il 13 gennaio 1993 a Marina di Gioiosa Jonica viene ucciso Vincenzo Mazzaferro, capo indiscusso della famiglia.
Alcuni mesi prima il boss aveva confidato al capitano dei carabinieri Angelo Jannone di temere per la sua vita avendo mediato per la liberazione dal sequestro della giovane bresciana Roberta Ghidini. Il capitano subì a sua volta minacce di attentati il cui progetto fu rivelato da un pentito e per questa ragione fu trasferito ad altra sede.
Nell'operazione viene anche scoperto che i Mazzaferro avessero creato in Lombardia ben 16 locali di cui tre nella sola città di Milano, 6 nella provincia di Como: Como, Fino Mornasco, Appiano Gentile, Mariano Comense, Senna Comasco e Cermenate, 3 in provincia di Monza e Brianza: Monza, Seregno e Lentate sul Seveso, uno a Pavia, uno a Varese uno in provincia di Brescia a Lumezzane e uno a Rho, in provincia di Milano.
Nel 1994 con l'operazione delle forze dell'ordine I fiori della Notte di San Vito vengono emessi 370 ordini di custodia cautelare in Lombardia. L'operazione fa luce su quanto la 'ndrangheta fosse radicata nella regione, soprattutto nel comasco e nel varesotto e rivela così il ruolo di spicco che vi aveva Giuseppe Mazzaferro.
Nel gennaio 2013 viene arrestato a Ravenna, Nicola, detto Rocco, Femia insieme ad altre 28 persone, il quale aveva messo in piedi un giro di gioco d'azzardo illegale tra Ravenna e il modenese di macchinette truccate e siti internet d'azzardo illegali.
Il 29 gennaio 2019 si conclude l'operazione Ossessione che porta all'arresto di 25 persone, tra cui presunti esponenti dei Mancuso in sodalizio con criminali albanesi (Elisabeta Kotja), marocchini e narcos colombiani, venezuelani (Clara Ines Garcia Rebolledo) e dominicani per un traffico internazionale di droga tra cui cocaina e hashish albanese e marocchina e con il criminale Giuseppe Campisi insieme ai Mazzaferro per l'hinterland di Milano e Carlo Cuccia e Ivo Menotta come custodi delle armi a Tradate.

## Elementi di spicco
- Giuseppe Mazzaferro, controllava le locali in Lombardia. Era stato mandato in soggiorno obbligato a Cornaredo. Viene arrestato durante l'operazione Leopardo il 18 novembre 1992, insieme ad altre 200 persone nell'area tra Como e Varese, tra cui esponenti di Cosa Nostra[20].
- Francesco Mazzaferro, controllava il locale di Torino.
- Vincenzo Mazzaferro, capo carismatico della famiglia, controllava il locale di Marina di Gioiosa Jonica. Ucciso dagli Ierinò il 14 gennaio 1993[9][21].
- Ernesto Mazzaferro, ex capobastone, arrestato e condannato il 20 luglio 2013 nell'ambito del processo Crimine a 19 anni di carcere[22].

## Fatti recenti
- Il 14 gennaio 1993 viene ucciso Vincenzo Mazzaferro da esponenti dei Ierinò per divergenze sul sequestro di Roberta Ghidini[9][21].
- Il 27 marzo 2007 nell'operazione Pecunia sono stati arrestati Domenico Tropea e il figlio Maurizio. Responsabili entrambi di spaccio e traffico di droga con altri 5 elementi. Domenico Tropea era già stato arrestato nel 1990 dal Goa della Guardia di Finanza, mentre il figlio è individuato come l'omicida di Giuseppe Commisso.
- Il 3 maggio 2011 vengono arrestate 40 persone, tra cui il sindaco di Marina di Gioiosa Jonica e suoi tre assessori, accusati di aver pilotato le elezioni amministrative del 2008[23].
- Nel 2013 le forze dell'ordine si interessano degli affari delle slot machine dell'imprenditore del gioco d'azzardo legale Luigi Tancredi e del "riservato" (non affiliato) dei Mazzaferro Nicola Femia, oggi pentito, in cui per alcune sue attività imprenditoriali relative al Casinò di Venezia e svolte a Malta in cui stanno ancora (2018) indagando le autorità di San Marino[24][25].
- Il 28 aprile 2014 viene arrestato dalla Polizia e dall'Interpol il latitante dal 2011 Nicola Pignatelli a Santo Domingo, ricercato per traffico di droga internazionale[26][27].